# 1555
Відродження •  Реформація •  Доба великих географічних відкриттів •  Ганза

## Геополітична ситуація
Османську державу очолює Сулейман I Пишний (до 1566). Римським королем є Фердинанд I Габсбург (до 1564). У Франції королює Генріх II Валуа (до 1559).
Середню частину Апеннінського півострова займає Папська область. Неаполітанське королівство на півдні захопила Іспанія. Венеційська республіка залишається незалежною, Флорентійське герцогство, Генуя та герцогство Міланське входять до складу Священної Римської імперії.
У Португалії королює Жуан III Благочестивий (до 1557). Королевою Англії є Марія I Тюдор (до 1558). Королем Данії та Норвегії — Крістіан III (до 1559). Королем Швеції — Густав I Ваза (до 1560). Королем Угорщини та Богемії є римський король Фердинанд I Габсбург (до 1564). Королем Польщі та Великим князем литовським є Сигізмунд II Август (до 1572). Московське князівство очолює Іван IV (до 1575).
Галичина входить до складу Польщі. Волинь та Придніпров'я належить Великому князівству Литовському.
На заході євразійських степів існують Кримське ханство, Астраханське ханство, Ногайська орда. Єгиптом володіють турки. Шахом Ірану є сефевід Тахмасп I. У Китаї править династія Мін. Значними державами Індостану є Імперія Великих Моголів, Біджапурський султанат, Віджаянагара. В Японії триває період Муроматі.
Триває підкорення Америки європейцями. На завойованих землях ацтеків існує віцекоролівство Нова Іспанія, на колишніх землях інків — Нова Кастилія.

## Події
- Московські війська напали на Фінляндію, що належала тоді Швеції.
- Москва покорила башкирів, збудовано військову фортецю в Чебоксарах.
- В Англії засновано Московську торговельну компанію
- Мир в Амасьї завершив тривалу війну між османською Туреччиною та сефевідами.
- 10 квітня папою римським став Марцелл II, понтифікат якого тривав 22 дні. 23 травня розпочався понтифікат Павла IV.
- Папа Павло IV створив єврейське гетто у Римі.
- 25 вересня імператор Священної Римської імперії Карл V і німецькі князі підписали Аугсбурзький релігійний мир, що поклав кінець війнам між католиками і протестантами періоду Реформації.
- Сієна здалася імперсько-флорентійським військам.
- 25 жовтня імператор Карл V Габсбург зрікся правління й передав його своєму брату Фердинанду I Габсбургу. Бургундське коло і Сімнадцять провінцій відійшли до його сина Філіпа II.
- Хумаюн відновив правління моголів на півночі Індостану після того як його полководець Байрам-хан розгромив війська суридів.
- Держава Таунгу (сучасна М'янма) покорила Аву.
- Французький пірат Жак де Сор спалив Гавану.
- Вийшла друком перша книга мадригалів Орландо ді Лассо.
- Лоренцо Медічі замовив скрипку в Андреа Аматі.
- Нострадамус опублікував свій перший астрологічний альманах і в Ліоні виходить перше видання Центурій.

## Народились
Докладніше: Народилися 1555 року

## Померли
Докладніше: Померли 1555 року
- 16 жовтня — за наказом англійської королеви-католички «Кривавої» Мері в Оксфорді за єресь на вогнищі спалені протестантські єпископи Лондона і Вочестера Г'ю Латімер і Ніколас Рідлі.
- 21 листопада — у Хемнітці у віці 61 року помер німецький вчений Ґеорґіус Аґрікола, лікар, мінералог, автор праць із гірничо-металургійного виробництва.